# Оилей
Ойлей в древногръцката митология е митически цар на Локрида, баща на малкия Аякс. Негов извънбрачен син от нимфата Рене е Медон. Взима участие в похода на аргонавтите.